# Regina albinelor

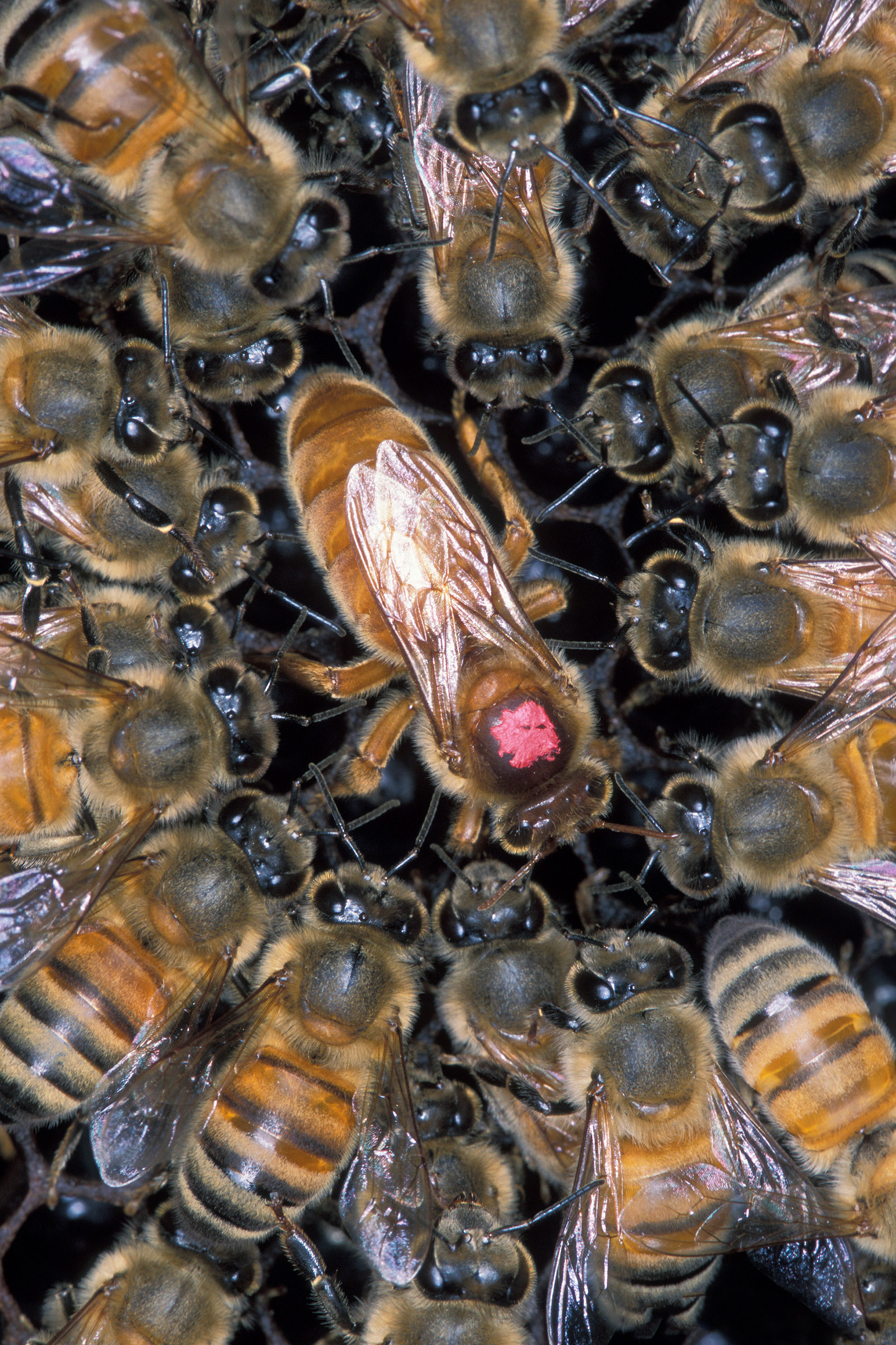
Regina (marcată) înconjurată de muncitori africanizați.

O regină a albinelor este de obicei o femelă adultă, împerecheată (ginec) care trăiește într-o colonie sau stup de albine de miere. Cu organe de reproducere complet dezvoltate, matca este de obicei mama celor mai multe, dacă nu a tuturor albinelor din stup. Reginele sunt dezvoltate din larvele selectate de albinele lucrătoare și hrănite special pentru a deveni mature sexual. În mod normal, într-un stup există o singură matcă adultă, împerecheată, caz în care albinele o vor urma de obicei și o vor proteja cu înverșunare.
Termenul „regina albină” poate fi aplicat în mod mai general oricărei femele reproducătoare dominante dintr-o colonie a unei specii de albine eusociale, altele decât albinele melifere. Totuși, la albina braziliană fără ac (Schwarziana quadripunctata), un singur cuib poate avea mai multe mătci sau chiar mătci pitice, gata să înlocuiască o matcă dominantă în caz de moarte subită.